# プラハの天文時計

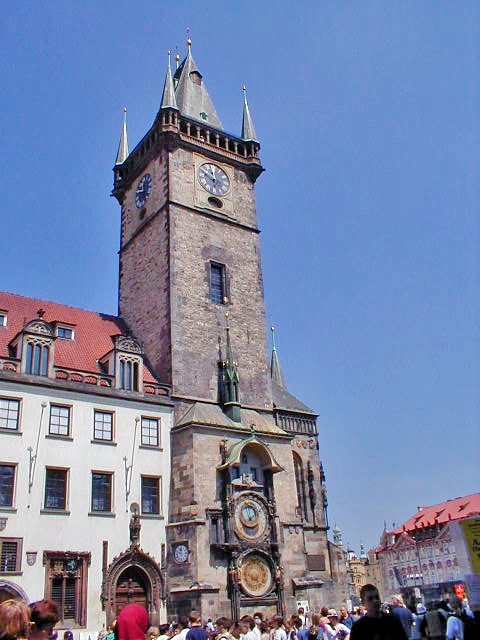
時計塔

プラハの天文時計（プラハのてんもんどけい）またはプラハのオルロイ（Prague Orloj, チェコ語 Pražský orloj, [praʒski: ɔrlɔi]）はチェコ共和国の首都プラハにある中世の天文時計のひとつ。同市の観光名所として名高い。
このオルロイは3つの主要な部分、すなわち空の太陽や月の位置などの天文図を示すための文字盤、「使徒の行進 (The Walk of the Apostles)」と呼ばれるキリストの使徒などが時間ごとに動く人形仕掛け、それから月々を表す浮き彫りの暦版からなる。

## 歴史

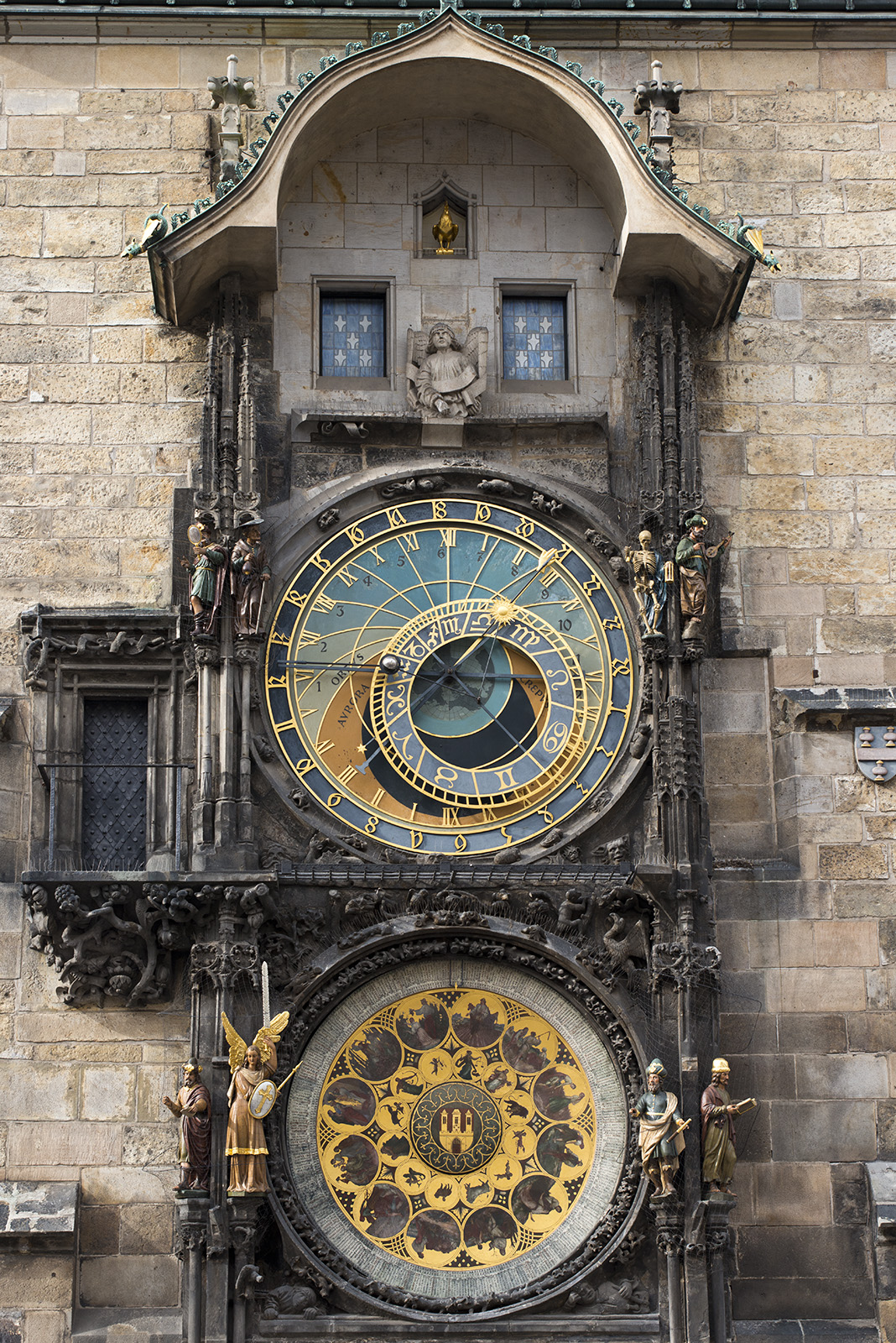
時計、暦表と彫像

最も古い部分は時計の機構と天文図の文字盤であり、製作は1410年にさかのぼる。製作者はカダニ出身の時計職人であるミクラシュ とプラハ・カレル大学の数学・天文学教授であったヤン・シンデルである。プラハのオルロイは14世紀から15世紀の間、機械仕掛けの時計が発明された直後に数多く設計・製作された天文時計のひとつである。他にもノリッジ、セント・オールバンズ、イングランドのウェルズ、ルンド、ストラスブール、パドヴァにその例を見ることができる。
その後、おそらく1490年ごろに暦表盤の追加と時計本体へのゴシック彫刻による装飾が施された。
時計工匠のヤン・タボルスキ (Jan Taborský) によって1552年に補修がなされた。彼はまたこの時計にハヌシュ (Hanuš) の作であると記したが、これは誤りであり、20世紀に入って修正された。
1552年以降何度にもわたって動きを止め、そのたびに修理が行われた。17世紀に動く彫像が追加され、1865年から1866年の大修復のあと使徒の像が付け足された。
1945年、赤軍の到来によってプラハに駐留していたドイツ軍は降伏を迫られ、連合国側によって5月5日から発せられ始めた都市の奪還を挑発するラジオ放送を沈黙させる目的で、オールド・タウン・スクエア (Old Town Square) の南西部に向け装甲戦闘車両や高射砲による焼夷攻撃を行った。これにより5月7日から8日にかけてオルロイは深刻な損傷を受けた。市庁舎や近くの建物は、オルロイの木製の彫刻とヨゼフ・マーネス (Josef Mánes) の手による暦表盤と共に焼き尽くされた。その後、機械構造は修復され、オルロイは1948年に再び動き始めたが、これは多大な労力を払った末のことである。
このオルロイの製造に関する誤った伝承がある。すなわち、長い間、このオルロイは時計工匠ヤン・ルージェ (Jan Růže)、またの名をハヌシュと彼の弟子ヤコブ・チェック (Jakub Čech) によって1490年に作られたものと考えられてきた。もうひとつの作り話として、時計工匠ハヌシュは同じような時計が再び彼によって作られるのを防ぐため、プラハ評議員の命令によって目をつぶされた、というものがある。
2011年に放映されたサッポロビールの企業イメージCM「時間を遡る・育種編」にも、この時計塔が登場した。
2015年10月9日、誕生605周年を記念して、Googleのホームページのロゴが特別バージョンとなった（画像）。

## 天文図文字盤

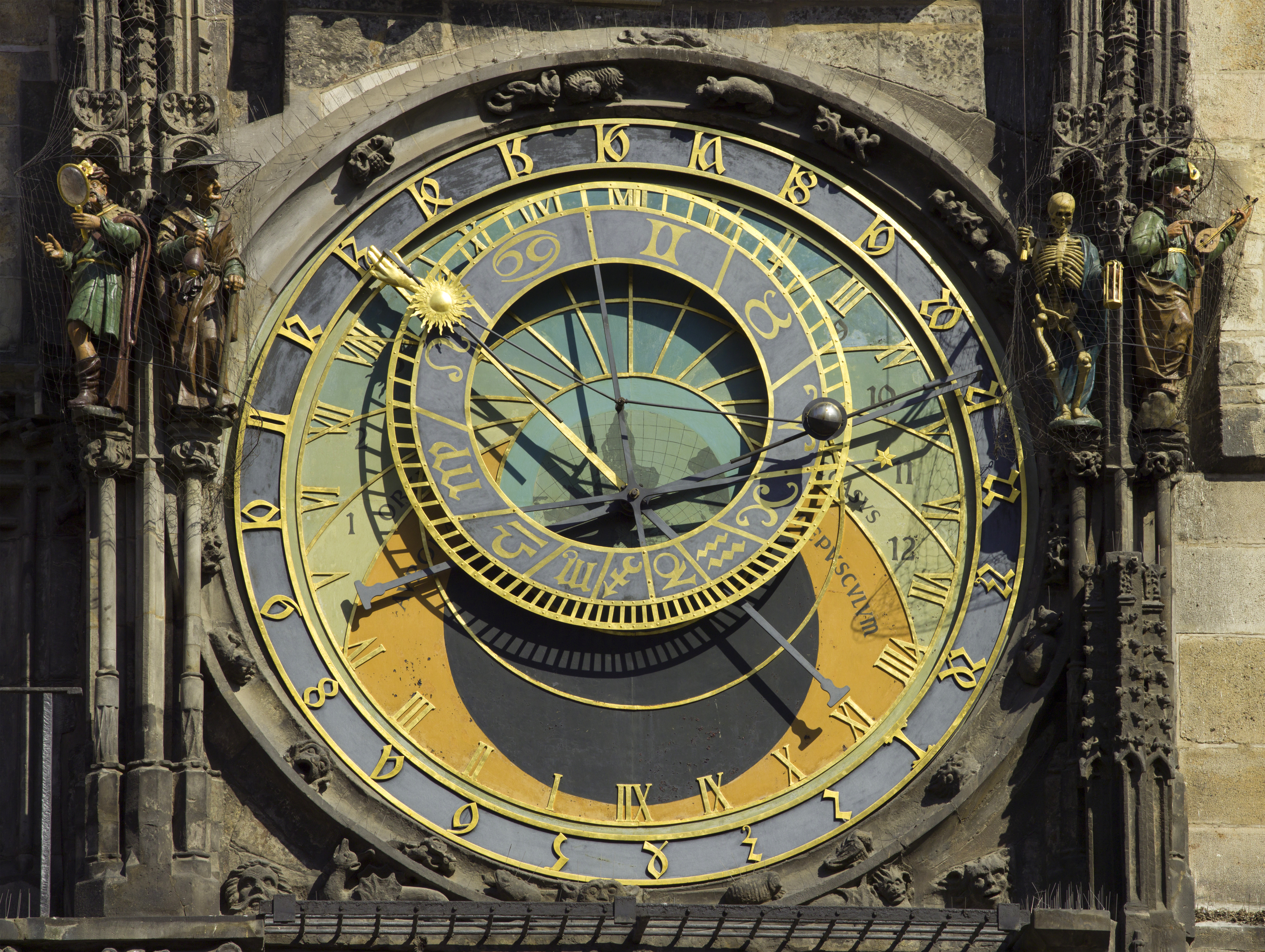
文字盤

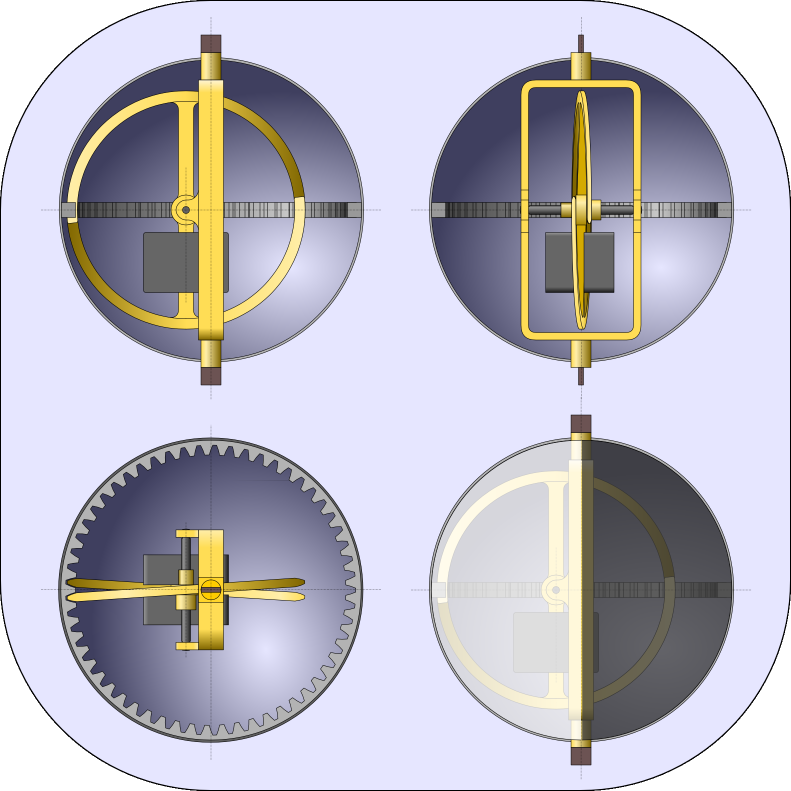
内部構造。特殊な構造で複数の針を動かしている。左上から時計回りに、前面・横面・下から見た面・後ろから見た面。

天文図の文字盤は中世の天文学で使われたアストロラーベのような機構を具えている。また、宇宙の現在の状態を示すプラネタリウムの原型と考えることもできる。

### 背景部分
背景は地球と地上から見た空を表現している。中央の青い輪は地球を、上方の青色の部分は地平線上の空を表している。赤と黒の部分は地平線の下に隠れた空に対応する。日中には太陽を示す部品は背景の青色の部分に、夜には黒色の部分に位置する。明け方や黄昏の間、太陽は赤色の部分に入る。
地平線の東（左）側には、ラテン語でそれぞれ夜明けと上昇を意味する "aurora" と "ortus" と、西（右）側には同様に "occasus" （日没）、"crepusculum" （黄昏）と書かれている。
外縁部の黄金色のローマ数字は通常時間でのプラハの現地時間、すなわちヨーロッパ標準時に基づく1日24時間である。青色の背景を横切って文字盤を12分割している黄金の弧は、夏時間を補正するためのもの (unequal time) である。これは日の出と日の入りの間の時間を12で割ったものとして定義され、昼が伸び縮みするのに対応して変化する。

### 十二宮環

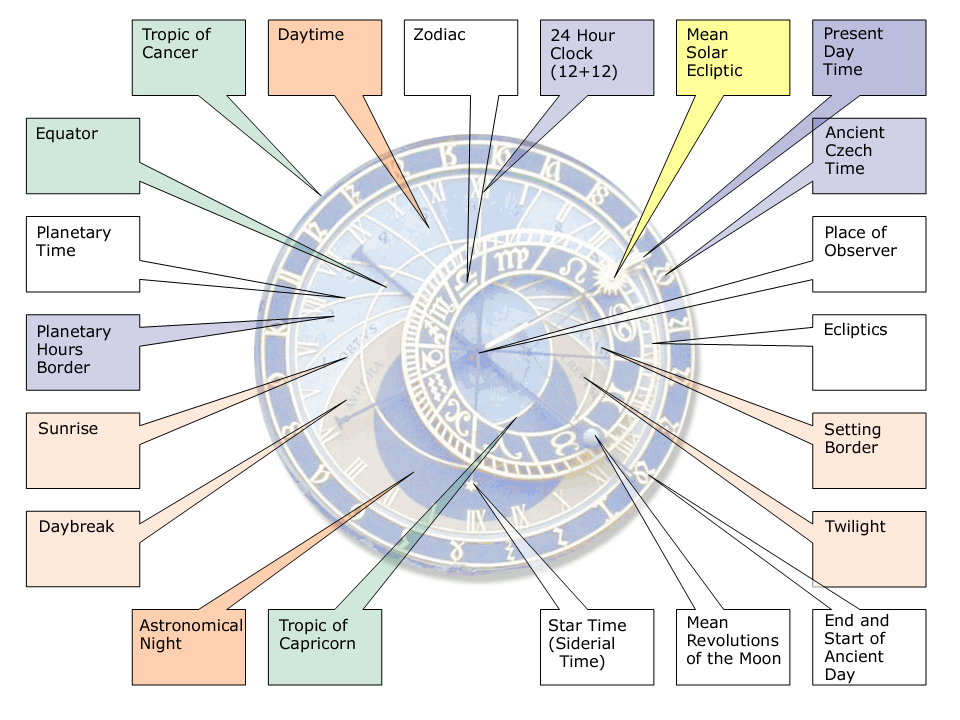
十二宮を表す環の説明

外側の大きな輪の中に、十二宮環と呼ばれる十二宮の記号が記された可動性の環が置かれており、太陽の黄道上の位置を示している。記号は反時計回りに配され、環自体は時計回りに回転する。
（右上の写真では、太陽はおひつじ座の所にあるが、数日かけておうし座に入る。）
十二宮環は北極点から見た黄道面を立体投影法によって映し出した形をしている。この時代の天文時計としては普通のものである。
黄金色の小さな星は春分点の位置を示しており、金色のローマ数字から恒星時を読み取ることができる。太陽が星と完全に重なった日が春分となる。

### 古チェコ時間
外周部で黒色の背景に金色のドイツ文字 (Schwabacher) で描かれた数字は古チェコ時間（Old Czech Time, 別名イタリア時間）である。これは日没から始まる時間である。古チェコ時間が記された環は日没が0時になるよう、一年を通して動く。

### 黄金の手と太陽の意味

午前9時30分（チェコ現地時間）時点における１年間の天文時計の動き。実際には黄金の手は24時間で1回転する。

黄金の太陽は十二宮環の周りを回転し、黄道上の位置を示す。この太陽は黄金の手の模型が先端についた針に取り付けられており、以下の3つの方法で時間を表す。
1. 黄金の手が示すローマ数字は、プラハ現地時間を示す。
2. 黄金の手が示す黄金のドイツ文字の数字は、古チェコ時間を示す。
3. 十二宮環上の太陽は、当日の補正時間を示す。

これに加え、文字盤の中央から太陽までの距離は日の出と日の入りの時刻を示している。

### 月の意味
月も黄道上を時計回りにまわるが、動きはより速く、常に太陽を追い越して行く。
月を表す半分が銀色である球は月相を示している。

## 彫像
|  | 使徒 |

時計の横側に配置された4つの彫像は一定の時間になると動き出し、死神（骸骨の姿をしている）が鐘を鳴らす。死神が鳴らす鐘に合わせて時計の上部の窓から12使徒の像が現れる。

## 暦表
| 全体図 | 拡大図 |

時計の下の暦表は1870年に追加された。